# Лентулова, Марианна Аристарховна
Марианна Аристарховна Лентулова (2 ноября 1913, Москва — 28 августа 2001, Москва) — советский и российский искусствовед, историк искусства, писатель, преподаватель.

## Биография
Марианна Лентулова родилась в Москве. Единственная дочь известного художника Аристарха Лентулова. Имя Марианна было официальным, неофициально с рождения и до самой смерти её звали Марьяна.
Училась в московской школе № 41, в Колпачном переулке. После Октябрьской революции вместе с отцом жила в Большом Козихинском переулке, в доме 27, около Патриарших прудов, под самой крышей пятиэтажного дома благодаря охранной грамоте, выданной Лентулову наркомом Анатолием Луначарским.
Хранитель художественного наследия отца, организатор выставок. Занималась исследованиями творчества художников Бубнового валета — Александра Осмеркина (1892—1953), Василия Рождественского (1884—1963), Ильи Машкова (1881—1944). Написала и издала воспоминания о творчестве А. Лентулова и других художников русского авангарда.
Муж — Яков Львович Миримов, режиссёр документального кино, автор фильмов: «Фернан Леже и его время», 1977 год, «Художник Поленов» (1953), «Сикстинская мадонна», «Художник Врубель» (1955), «Последние творение Рембрандта» (1966), «Художник Петров-Водкин» (1967), «Художник и книга» (1969), «Встреча с Ван Гогом» (1972).
Умерла 28 августа 2001 года. Похоронена на Ваганьковском кладбище рядом с отцом (21 уч.).